# Christella multifrons
Christella multifrons là một loài thực vật có mạch trong họ Thelypteridaceae. Loài này được (C. Chr.) Holttum mô tả khoa học đầu tiên năm 1974.